# Lanceoppia translucens
Lanceoppia translucens är en kvalsterart som först beskrevs av Sandór Mahunka 1985.  Lanceoppia translucens ingår i släktet Lanceoppia och familjen Oppiidae. Inga underarter finns listade i Catalogue of Life.